# Hendrik Willem Bakhuis Roozeboom
Hendrik Willem Bakhuis Roozeboom (n. 24 octombrie 1854 - d. 8 februarie 1907) era un chimist neerlandez cunoscut pentru lucrările despre echilibrul interfazic.
1. ↑  Hendrik Willem Bakhuys Roozeboom, Biografisch Portaal, accesat în 9 octombrie 2017
2. 1 2 3  Onze Hoogleeraren, p. 237
3. ↑  „Hendrik Willem Bakhuis Roozeboom”, Gemeinsame Normdatei, accesat în 14 octombrie 2015
4. ↑  Hendrik Willem Bakhuis Roozeboom, KNAW Past Members, accesat în 9 octombrie 2017
5. 1 2 3  Leidse Hoogleraren, accesat în 19 iunie 2019
6. ↑  „Hendrik Willem Bakhuis Roozeboom”, Gemeinsame Normdatei, accesat în 17 decembrie 2014
7. ↑  Album Academicum, accesat în 9 septembrie 2019
8. ↑  „Hendrik Willem Bakhuis Roozeboom”, Gemeinsame Normdatei, accesat în 1 ianuarie 2015
9. ↑  Genealogia matematicienilor
10. ↑  Album Academicum, accesat în 15 septembrie 2019